# 迪克·米勒
迪克·米勒（英語：Dick Miller，1928年12月25日—2019年1月30日），美国演员，原名理查德·米勒（英語：Richard Miller），生于美国加利福尼亚州洛杉矶，父母是俄罗斯犹太移民。曾出演《小精靈》、《小精靈2》、《终结者》、《地獄來的芳鄰》等多部电影。
迪克·米勒于2019年1月30日逝世，享年90岁。